# Kateryna Karsak
Kateryna Karsak (née le 26 décembre 1985 à Odessa) est une athlète ukrainienne spécialiste du lancer du disque.

## Carrière
Troisième en 2005, elle décroche la médaille d'or du lancer du disque lors des Championnats d'Europe espoirs 2007 de Debrecen avec un jet à 64,40 m, établissant la meilleure performance de sa carrière. 
En 2011, Kateryna Karsak remporte les Championnats d'Europe par équipes de Stockholm (63,35 m) devant la Russe Darya Pishchalnikova.

## Palmarès
| Date | Compétition                                  | Lieu      | Résultat | Marque  |
| ---- | -------------------------------------------- | --------- | -------- | ------- |
| 2005 | Championnats d'Europe espoirs                | Erfurt    | 3e       | 56,81 m |
| 2006 | Championnats d'Europe                        | Göteborg  | 4e       | 62,45 m |
| 2007 | Coupe d'Europe hivernale des lancers espoirs | Yalta     | 2e       | 56,91 m |
| 2007 | Championnats d'Europe espoirs                | Debrecen  | 1re      | 64,40 m |
| 2009 | Universiade                                  | Belgrade  | 3e       | 60,47 m |
| 2010 | Championnats d'Europe par équipes            | Bergen    | 3e       | 57,20 m |
| 2011 | Championnats d'Europe par équipes            | Stockholm | 1re      | 63,35 m |

## Records personnels
| Épreuve          | Performance | Lieu     | Date            |
| ---------------- | ----------- | -------- | --------------- |
| Lancer du disque | 64,40 m     | Debrecen | 13 juillet 2007 |